# جون ماسارو
جون ماسارو (بالإنجليزية: John Massaro)‏ هو عازف بيانو وملحن أمريكي، ولد في 1957.